# Oszczywilk (województwo kujawsko-pomorskie)
Oszczywilk – wieś w Polsce położona w województwie kujawsko-pomorskim, w powiecie radziejowskim, w gminie Bytoń.

## Podział administracyjny
| SIMC    | Nazwa    | Rodzaj    |
| ------- | -------- | --------- |
| 0860040 | Ignacewo | część wsi |

W latach 1975–1998 miejscowość położona była w województwie włocławskim.

## Historia
Na początku wieku XIX, Oszczywilk był kolonią i osadą karczmarską. W roku 1827 spis pokazał 5 domów i 47 mieszkańców. Kolonia wchodziła w skład dóbr Brylewo.
W I połowie wieku XIX występowało 19 miejscowości noszących nazwę Oszczywilk. Kilkadziesiąt lat później, w wykazie urzędowych nazw miejscowości, występowały 4. krotnie łącznie z obecną miejscowością.

## Demografia
Według Narodowego Spisu Powszechnego (III 2011 r.) wieś liczyła 70 mieszkańców. Jest dziewiętnastą co do wielkości miejscowością gminy Bytoń.